# Antonio Wannek

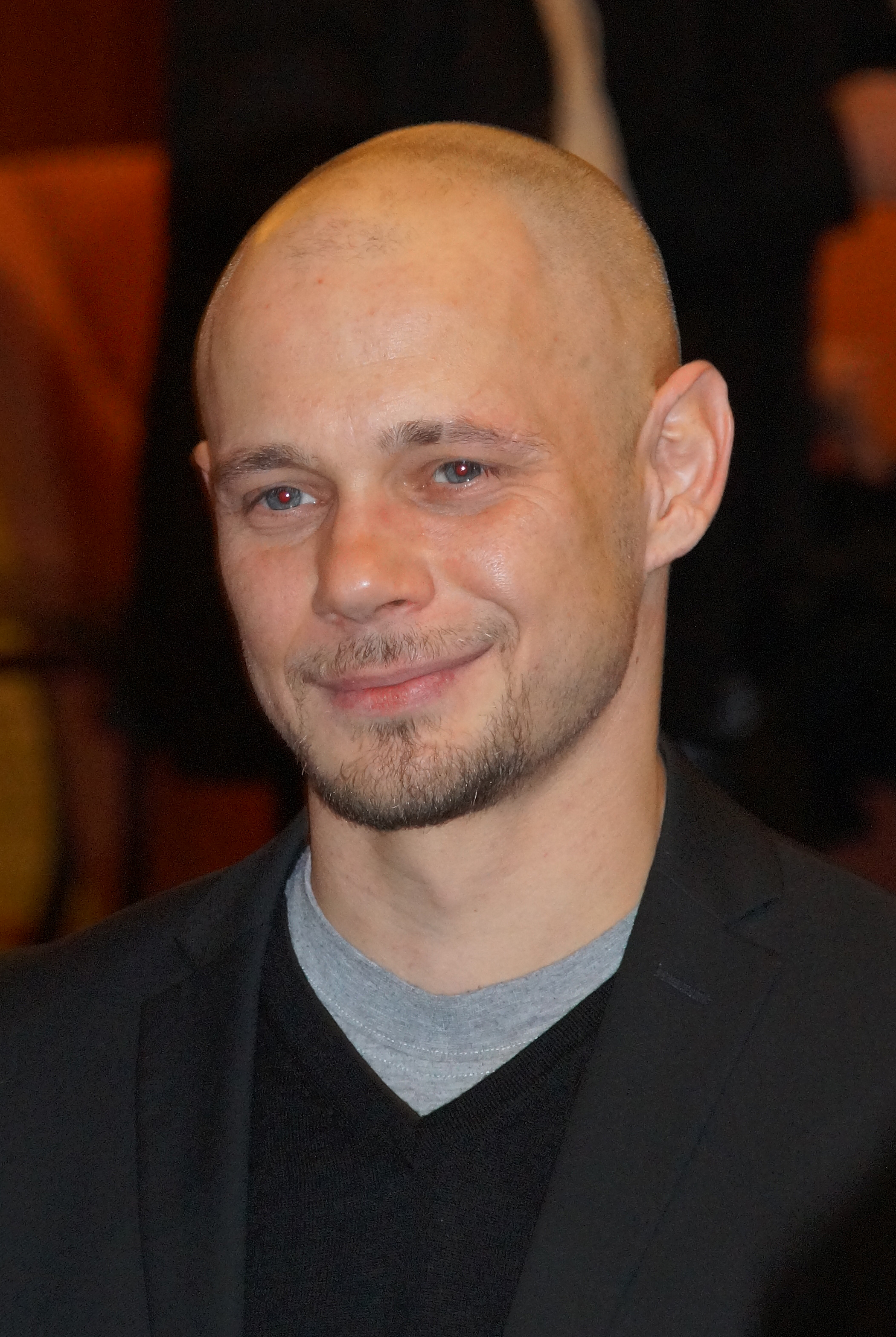
Antonio Wannek (2016)

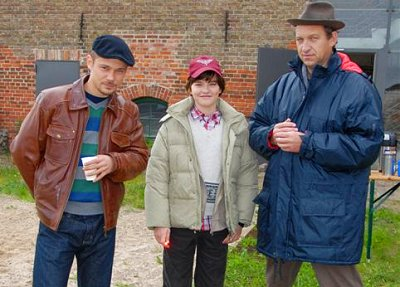
Antonio Wannek (links) mit Patrick Mölleken und Peter Heinrich Brix bei Dreharbeiten zum Fernsehfilm Pfarrer Braun – Heiliger Birnbaum

Antonio Wannek (* 27. Juni 1979 in West-Berlin) ist ein deutscher Schauspieler. 2002 gelang ihm mit Dominik Grafs Der Felsen der Durchbruch. Weitere Bekanntheit erlangte er durch die Fernsehreihe Pfarrer Braun.

## Leben
Wannek wuchs in Berlin-Kreuzberg auf  und wurde mit 11 Jahren vom Schulhof weg für die Hauptrolle in der Serie Viel Rummel um den Skooter engagiert. 1992 spielte er in Wolfgang Beckers preisgekröntem Fernsehfilm Kinderspiele mit, zog sich dann jedoch vorerst von der professionellen Schauspielerei zurück. Der Regisseur Edward Berger war es, der ihn 1997 bei einem Schulcasting erneut entdeckte und direkt für seine erste Kinohauptrolle in dem Film Gomez – Kopf oder Zahl besetzte – sein Schicksalsstreifen, wie er die Arbeit an dem Film rückwirkend betitelte. Ab dem Zeitpunkt wusste Antonio Wannek, dass die Schauspielerei seine Bestimmung war.
Für seine Darstellung des Marco in dem Fernsehfilm Herzrasen von Hanno Brühl erhielt er den Günter-Strack-Fernsehpreis. Der Durchbruch gelang ihm schließlich mit Dominik Grafs Film Der Felsen, für den er auf der Berlinale 2002 von der European Film Promotion den Shooting Star Award des europäischen Films erhielt. Auch wurde er im selben Jahr für seine Leistung in Grafs Film sowie in dem Kinofilm Wie Feuer und Flamme für den Deutschen Filmpreis als bester Hauptdarsteller nominiert. Mit Skepsis und Unbehagen begegnete er dem Ruhm und Rummel um seine Person, woraufhin er erstmal alle Projekte absagte. Mit der Zeit gereifter folgten weitere Rollen in Kinofilmen wie Fremder Freund und Sieben Tage Sonntag. Daneben wurde er in zahlreichen Fernsehfilmen, wie etwa Störtebecker (2006) oder der Mehrteiler Der Turm (2012) und als Gastdarsteller in den Krimireihen Donna Leon, Tatort und Polizeiruf 110 besetzt. Seine bekannteste Rolle im Fernsehen hatte er von 2003 bis 2013, wo er durchgehend in zweiundzwanzig Filmen die Rolle des Armin Knopp, den Mesner des von Ottfried Fischer gespielten Pfarrer Braun, verkörperte.
Wannek ist Mitglied der Deutschen sowie der Europäischen Filmakademie.
Seit 2011 ist er Vater eines Sohnes. Er lebt mit seiner Familie in Berlin.

## Filmografie (Auswahl)

### Kinofilme
- 1992: Kinderspiele
- 1998: Gomez – Kopf oder Zahl
- 1999: Fremde Freundin
- 2000: Bella Martha (International: „Mostly Martha“)
- 2001: Soweit die Füße tragen
- 2001: Wie Feuer und Flamme
- 2001: 99 Euro Films – Ein kurzer Film über das Hüpfen
- 2002: Der Felsen
- 2003: Fremder Freund
- 2007: Sieben Tage Sonntag
- 2009: Liebeslied
- 2015: Treppe aufwärts
- 2016: Allein gegen die Zeit – Der Film

### Fernsehfilme und -mehrteiler
- 1991: Der Landarzt
- 1998: Liebe, Lügen und Geheimnisse
- 2000: Mein Leben gehört mir
- 2001: Herzrasen
- 2001: Die Westentaschenvenus
- 2004: Das Schwalbennest
- 2004: Verfluchte Beute
- 2006: Störtebeker
- 2007: Der fremde Gast
- 2008: Der Heckenschütze
- 2011: Carl & Bertha
- 2012: Der Turm (Fernsehmehrteiler)
- 2013: Unsere Mütter, unsere Väter (Fernsehmehrteiler)
- 2014: Die Kunst des Verlierens (Kurzfilm)
- 2017: Götter in Weiß
- 2018: Der Mordanschlag (Fernsehmehrteiler)

### Fernsehserien und -reihen
- 1990: Viel Rummel um den Skooter
- 1998: Schimanski: Rattennest
- 1998: Die Männer vom K3 – Tödliches Spiel
- 1998: Hallo Onkel Doc! – Terror an der Schule
- 1999: Tatort: Licht und Schatten (Fernsehreihe)
- 1999: Im Namen des Gesetzes – Das schwarze Schaf
- 1999: Hinter Gittern – Der Frauenknast – Folge 87–92
- 2000: Der letzte Zeuge – Folge 15-18
- 2001: Balko – Rosenkrieg
- 2001: Sperling – Sperling und der stumme Schrei (Fernsehreihe)
- 2002: Polizeiruf 110: Angst (Fernsehreihe)
- 2002: Polizeiruf 110: Vom Himmel gefallen
- 2003–2014: Pfarrer Braun (Fernsehreihe) → siehe Episodenliste
- 2003: Die Cleveren – Der Kannibale / Das Geheimnis der Wölfe
- 2003: Siska – Solange das Herz schlägt
- 2005: Donna Leon – Verschwiegene Kanäle (Fernsehreihe)
- 2005: SOKO Leipzig – Hundeleben
- 2005: Der Ermittler – Willkommen in der Hölle
- 2005: Alarm für Cobra 11 – Die Autobahnpolizei – Brennpunkt Autobahn
- 2006: Die Spezialisten: Kripo Rhein-Main – Finger am Abzug
- 2007: Kommissar Stolberg – Toter Engel
- 2010: Tatort: Am Ende des Tages
- 2010: Blutsbrüder (Webserie)
- 2012: SOKO Leipzig – Fightclub
- 2012: Notruf Hafenkante – Karambolage (Teil 1)
- 2012: Ein Fall für zwei – Tod im Ring
- 2012: Tatort: Todesschütze
- 2013: SOKO Wien – Richter und Henker
- 2013: Stubbe – Von Fall zu Fall – Blutsbrüder
- 2013: Der letzte Bulle – Spielchen spielen
- 2013: Die letzte Spur – Zenit
- 2013: Verbrechen nach Ferdinand von Schirach – Notwehr
- 2013: Polizeiruf 110: Der verlorene Sohn
- 2013: Tatort: Happy Birthday, Sarah
- 2013: Großstadtrevier – Blinde Wut
- 2014: Dr. Klein – Perfekte Welt
- 2014: Die Pfefferkörner – Endlich Hochzeit
- 2015: Alarm für Cobra 11 – Die Autobahnpolizei – Das letzte Rennen
- 2016: Gottlos – Warum Menschen töten
- 2016: Kommissarin Lucas – Schuldig (Fernsehreihe)
- 2017: Heldt – Der Tod fährt mit
- 2017: Alarm für Cobra 11 – Die Autobahnpolizei – Eltern undercover
- 2017: Zorn – Kalter Rauch (Fernsehreihe)
- 2018: Dogs of Berlin
- 2018: Morden im Norden – Zweite Chance
- 2019: Notruf Hafenkante – Entführt
- 2019: SOKO Leipzig – Verzockt
- 2019: Tatort: Für immer und dich
- 2019: In Wahrheit: Still ruht der See (Fernsehreihe)
- 2020: Ein starkes Team: Parkplatz bitte sauber halten (Fernsehreihe)
- 2023: Der Alte – Der Preis, den ich zahle
- 2023: Schlafende Hunde

## Theater
- 2004: Trainspotting im Metropol-Theater in München

## Auszeichnungen
- 2001 – Günter-Strack-Fernsehpreis für herausragende schauspielerische Leistung in  Herzrasen
- 2002 – Deutscher Shooting Star des europäischen Films
- 2002 – Nominierung für den Deutschen Filmpreis für Der Felsen und Wie Feuer und Flamme (Bester Hauptdarsteller)